# Județele României
Împărțirea României în 41 de județe este unul dintre nivelurile de organizare administrativă a teritoriului României, anume nivelul NUTS III, cele 4 macro-regiuni formând nivelul NUTS I, cele 8 regiuni de dezvoltare nivelul NUTS II, iar municipiile și comunele, nivelul NUTS IV.
Ultima reformă administrativ-teritorială majoră din România a avut loc în anul 1968 când s-a trecut de la împărțirea pe regiuni și raioane (având ca model împărțirea teritoriului Uniunii Sovietice) la reîmpărțirea pe județe (care fuseseră desființate de autoritățile comuniste în 1951, reforma din 1968 înființând însă județe mai mari și mai puțin numeroase).
Din anul 1968, teritoriul României a fost împărțit în 39 de județe, plus municipiul București care, deși este reședința județului Ilfov, este administrat separat ca municipiu cu statut de județ, care nu face parte din Ilfov, județul înconjurător. În 1981 s-au înființat încă două județe, județul Giurgiu și județul Călărași, și județul Ilfov a devenit Sectorul agricol Ilfov în subordinea municipiului București. În 1997, legea nr. 50/97 a reînființat județul Ilfov.
Suprafața medie a județelor este de 5.809 km2, județul Timiș (8.697 km2) fiind cel mai mare, iar județul Ilfov (1.583 km2), cel mai mic.

## Date demografice
Potrivit datelor recensământului din 2021, ale Institutului Național de Statistică, populația medie a celor 41 de județe ale României este de 422.850, județul Iași fiind cel mai populat (760.774), iar județul Tulcea (193.355), cel mai puțin. Municipiul București, care are același nivel administrativ ca un județ, este mai populat și mai mic decât orice județ, cu 1.716.961 de oameni și 228 km2.
Județul cu densitatea populației cea mai ridicată este Ilfov (340 loc/km²). La extrema opusă, Tulcea are o densitate de doar 23 loc/km².
| Județul         | Reședința             | Populația      | Densitate [loc/km²] | Suprafața | Indicator auto județ | Prefix telefonic Telekom/RCS-RDS | Început cod poștal | Stemă |
| --------------- | --------------------- | -------------- | ------------------- | --------- | -------------------- | -------------------------------- | ------------------ | ----- |
| Alba            | Alba Iulia            | 325.941 loc.   | 52                  | 6.242 km² | AB                   | 258/358                          | 51                 |       |
| Arad            | Arad                  | 410.143 loc.   | 53                  | 7.754 km² | AR                   | 257/357                          | 31                 |       |
| Argeș           | Pitești               | 569.932 loc.   | 83                  | 6.826 km² | AG                   | 248/348                          | 11                 |       |
| Bacău           | Bacău                 | 601.387 loc.   | 91                  | 6.621 km² | BC                   | 234/334                          | 60                 |       |
| Bihor           | Oradea                | 551.297 loc.   | 73                  | 7.544 km² | BH                   | 259/359                          | 41                 |       |
| Bistrița-Năsăud | Bistrița              | 295.988 loc.   | 55                  | 5.355 km² | BN                   | 263/363                          | 42                 |       |
| Botoșani        | Botoșani              | 392.821 loc.   | 79                  | 4.986 km² | BT                   | 231/331                          | 71                 |       |
| Brașov          | Brașov                | 546.615 loc.   | 100                 | 5.363 km² | BV                   | 268/368                          | 50                 |       |
| Brăila          | Brăila                | 281.452 loc.   | 64                  | 4.766 km² | BR                   | 239/339                          | 81                 |       |
| -               | București             | 1.716.961 loc. | 8.261               | 228 km²   | B                    | 021/031                          | 01 - 06            |       |
| Buzău           | Buzău                 | 404.979 loc.   | 81                  | 6.103 km² | BZ                   | 238/338                          | 12                 |       |
| Caraș-Severin   | Reșița                | 246.588 loc.   | 29                  | 8.520 km² | CS                   | 255/355                          | 32                 |       |
| Călărași        | Călărași              | 283.458 loc.   | 56                  | 5.088 km² | CL                   | 242/342                          | 91                 |       |
| Cluj            | Cluj-Napoca           | 679.141 loc.   | 100                 | 6.674 km² | CJ                   | 264/364                          | 40                 |       |
| Constanța       | Constanța             | 655.997 loc.   | 92                  | 7.071 km² | CT                   | 241/341                          | 90                 |       |
| Covasna         | Sfântu Gheorghe       | 200.042 loc.   | 60                  | 3.710 km² | CV                   | 267/367                          | 52                 |       |
| Dâmbovița       | Târgoviște            | 479.404 loc.   | 120                 | 4.054 km² | DB                   | 245/345                          | 13                 |       |
| Dolj            | Craiova               | 599.442 loc.   | 81                  | 7.414 km² | DJ                   | 251/351                          | 20                 |       |
| Galați          | Galați                | 496.892 loc.   | 111                 | 4.466 km² | GL                   | 236/336                          | 80                 |       |
| Giurgiu         | Giurgiu               | 262.066 loc.   | 74                  | 3.526 km² | GR                   | 246/346                          | 08                 |       |
| Gorj            | Târgu Jiu             | 314.685 loc.   | 56                  | 5.602 km² | GJ                   | 253/353                          | 21                 |       |
| Harghita        | Miercurea Ciuc        | 291.950 loc.   | 46                  | 6.639 km² | HR                   | 266/366                          | 53                 |       |
| Hunedoara       | Deva                  | 361.657 loc.   | 51                  | 7.063 km² | HD                   | 254/354                          | 33                 |       |
| Ialomița        | Slobozia              | 250.816 loc.   | 56                  | 4.453 km² | IL                   | 243/343                          | 92                 |       |
| Iași            | Iași                  | 760.774 loc.   | 140                 | 5.476 km² | IS                   | 232/332                          | 70                 |       |
| Ilfov           | București             | 542.704 loc.   | 340                 | 1.583 km² | IF                   | 279/379                          | 07                 |       |
| Maramureș       | Baia Mare             | 452.475 loc.   | 72                  | 6.304 km² | MM                   | 262/362                          | 43                 |       |
| Mehedinți       | Drobeta-Turnu Severin | 234.339 loc.   | 48                  | 4.933 km² | MH                   | 252/352                          | 22                 |       |
| Mureș           | Târgu Mureș           | 518.193 loc.   | 82                  | 6.714 km² | MS                   | 265/365                          | 54                 |       |
| Neamț           | Piatra Neamț          | 454.203 loc.   | 77                  | 5.896 km² | NT                   | 233/333                          | 61                 |       |
| Olt             | Slatina               | 383.280 loc.   | 70                  | 5.498 km² | OT                   | 249/349                          | 23                 |       |
| Prahova         | Ploiești              | 695.119 loc.   | 150                 | 4.716 km² | PH                   | 244/344                          | 10                 |       |
| Satu Mare       | Satu Mare             | 330.668 loc.   | 75                  | 4.418 km² | SM                   | 261/361                          | 44                 |       |
| Sălaj           | Zalău                 | 212.224 loc.   | 55                  | 3.864 km² | SJ                   | 260/360                          | 45                 |       |
| Sibiu           | Sibiu                 | 388.326 loc.   | 71                  | 5.432 km² | SB                   | 269/369                          | 55                 |       |
| Suceava         | Suceava               | 642.551 loc.   | 75                  | 8.553 km² | SV                   | 230/330                          | 72                 |       |
| Teleorman       | Alexandria            | 323.544 loc.   | 56                  | 5.790 km² | TR                   | 247/347                          | 17                 |       |
| Timiș           | Timișoara             | 650.533 loc.   | 75                  | 8.697 km² | TM                   | 256/356                          | 30                 |       |
| Tulcea          | Tulcea                | 193.355 loc.   | 23                  | 8.499 km² | TL                   | 240/340                          | 82                 |       |
| Vaslui          | Vaslui                | 374.700 loc.   | 70                  | 5.318 km² | VS                   | 235/335                          | 73                 |       |
| Vâlcea          | Râmnicu Vâlcea        | 341.861 loc.   | 59                  | 5.765 km² | VL                   | 250/350                          | 24                 |       |
| Vrancea         | Focșani               | 335.312 loc.   | 69                  | 4.857 km² | VN                   | 237/337                          | 62                 |       |

## Istorie
Împărțirea țărilor române în județe este atestată documentar la 8 ianuarie 1392, când domnitorul Mircea cel Bătrân printr-un hrisov numește „ținutul Vâlcii” județ. Astfel, județul Vâlcea este primul județ atestat documentar de pe teritoriul actual al României.

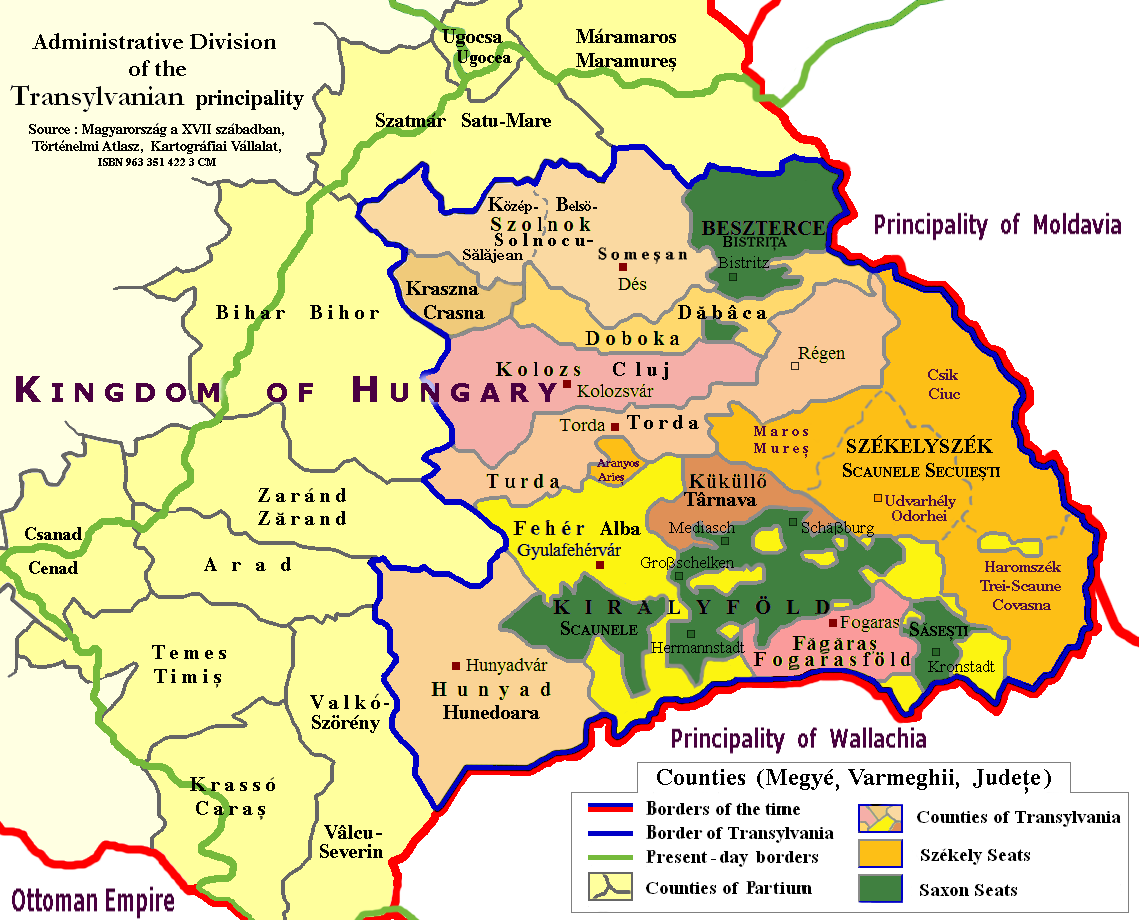
Județele (megieșuri sau comitate) și „scaunele” Transilvaniei în Evul mediu și până în 1711
Ținuturile sau județele Țării Românești între 1601 și 1718
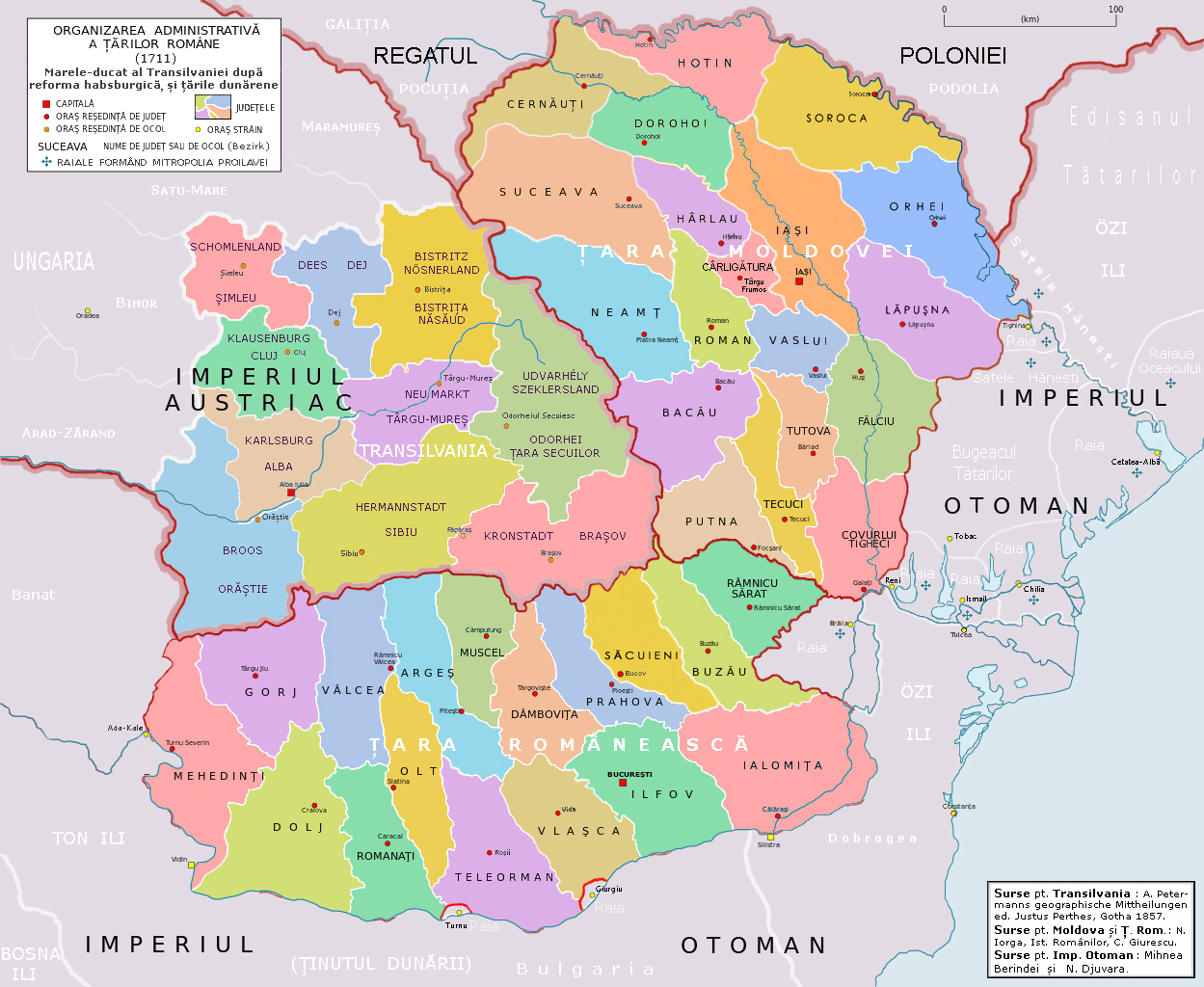
Județele țărilor române în 1711
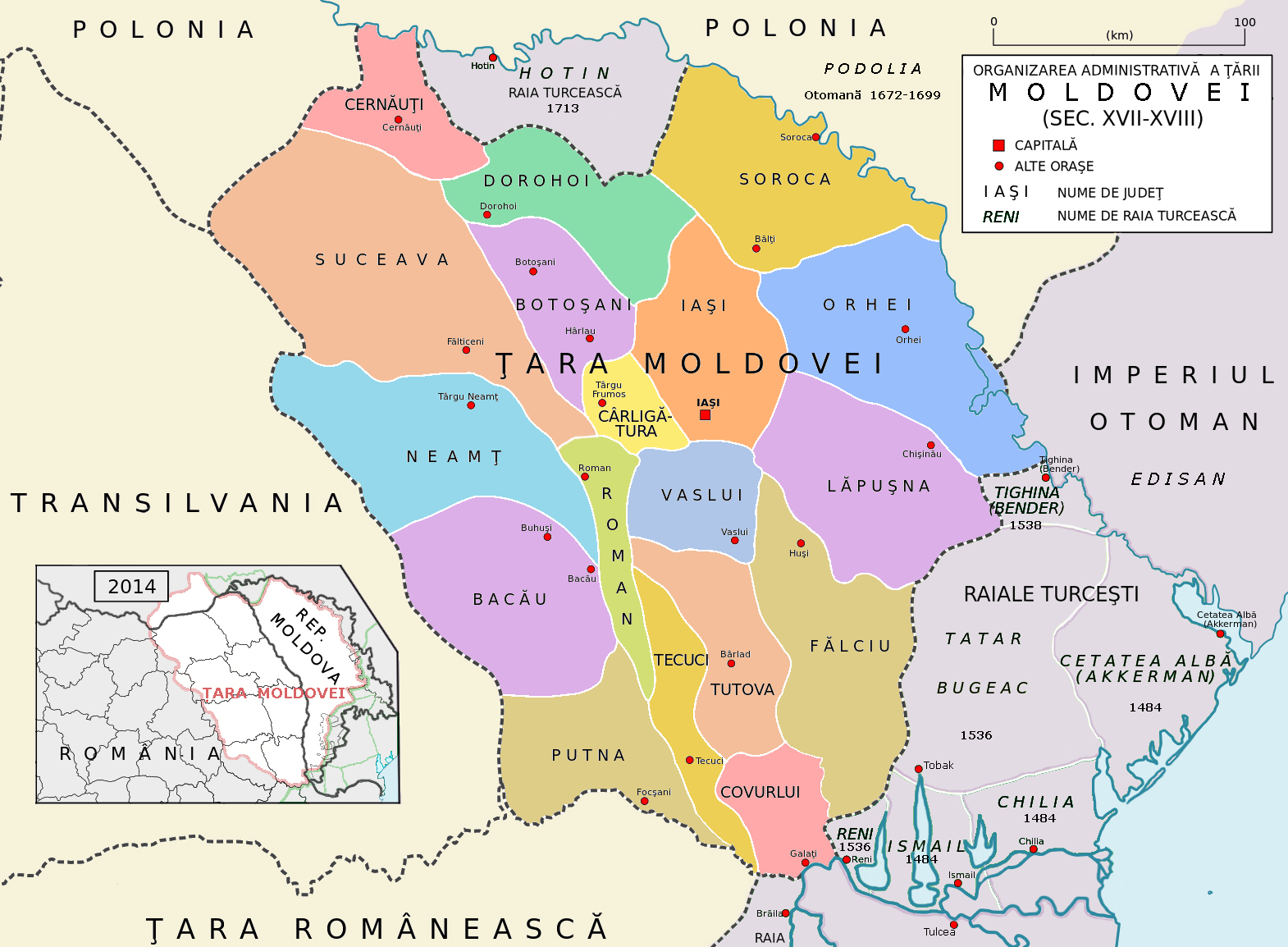
Ținuturile Moldovei între 1601 și 1718
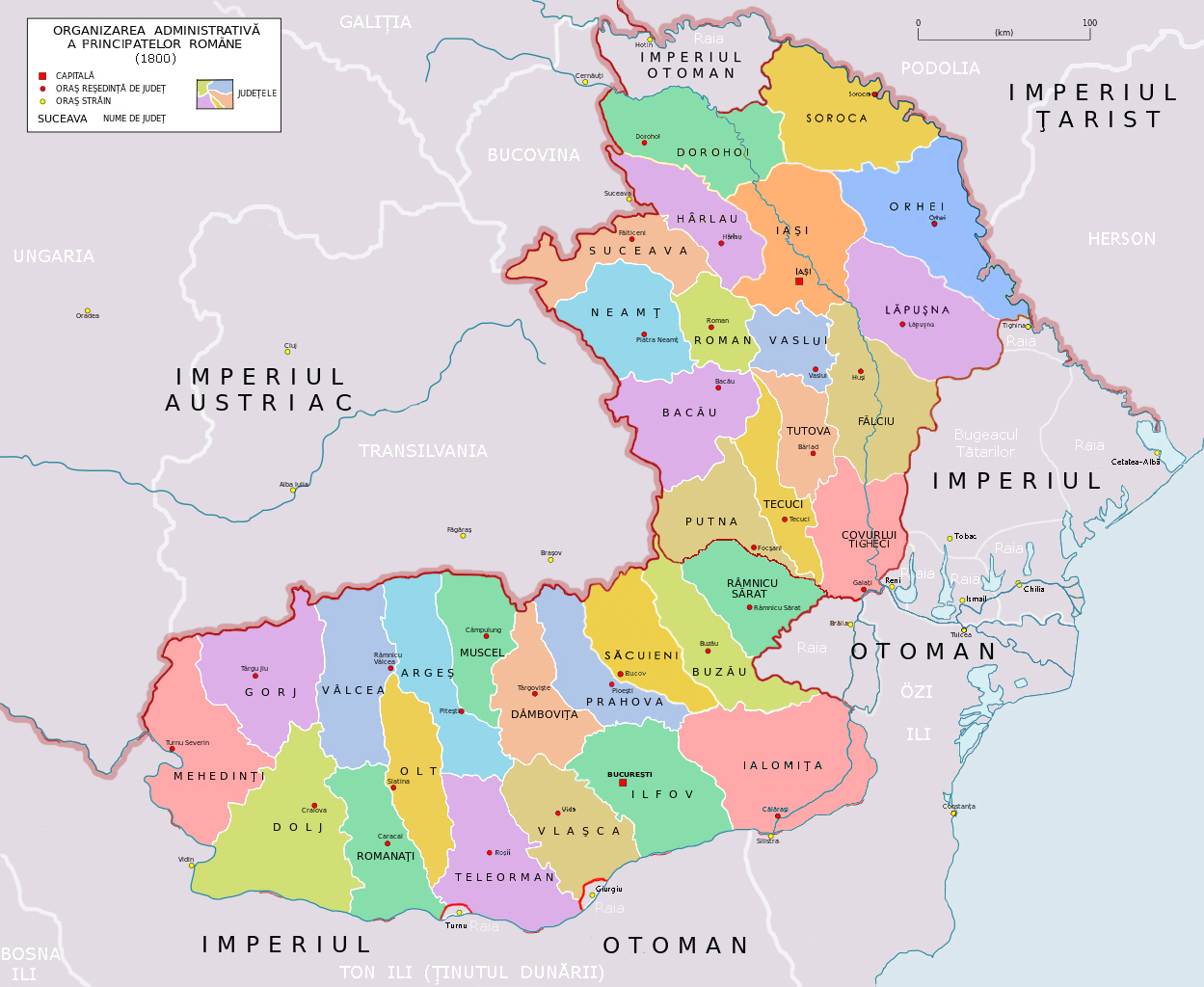
Județele țărilor române în 1800
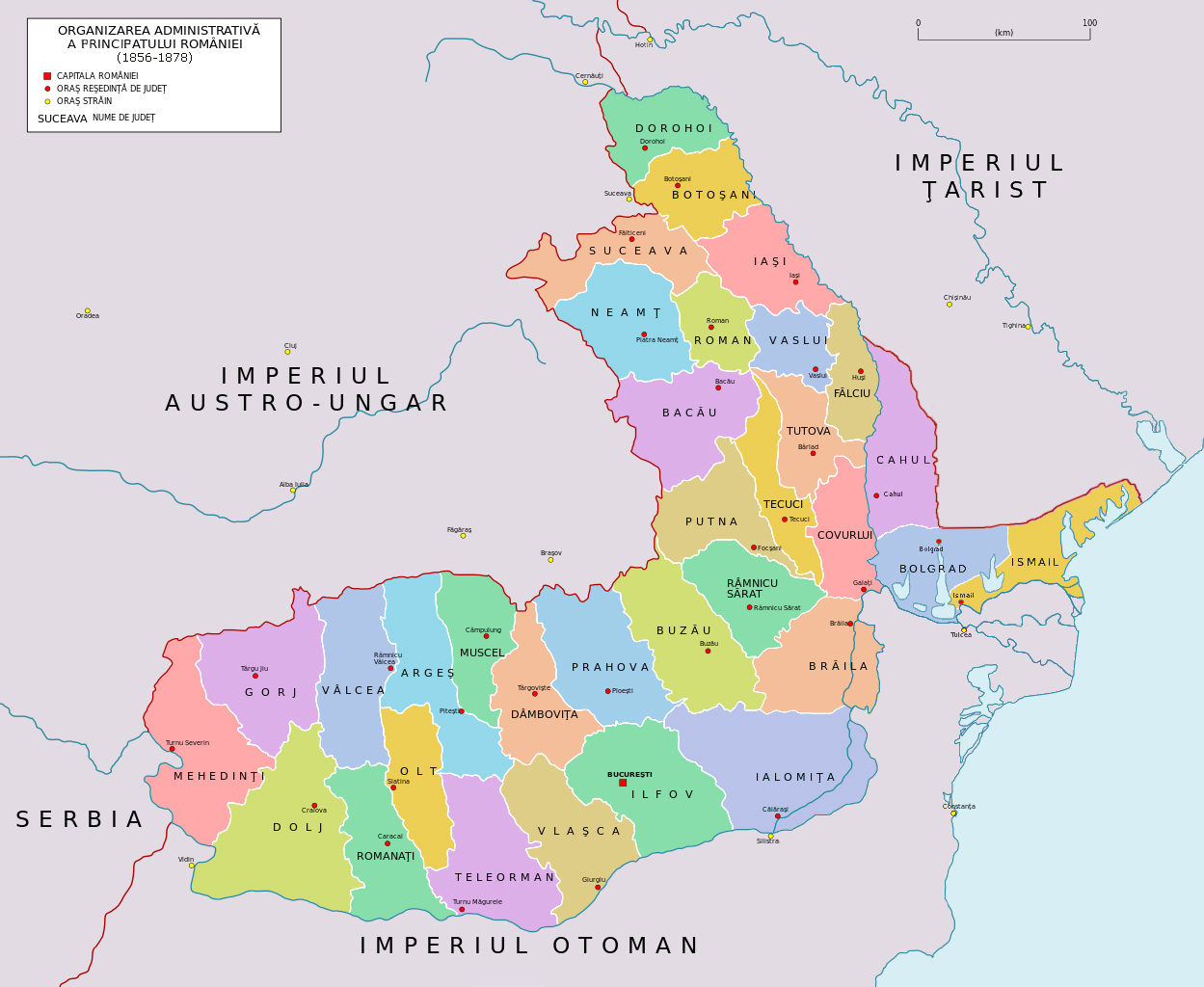
Județele Principatelor Unite între 1856 și 1878
Județele Regatului României între 1878 și 1912
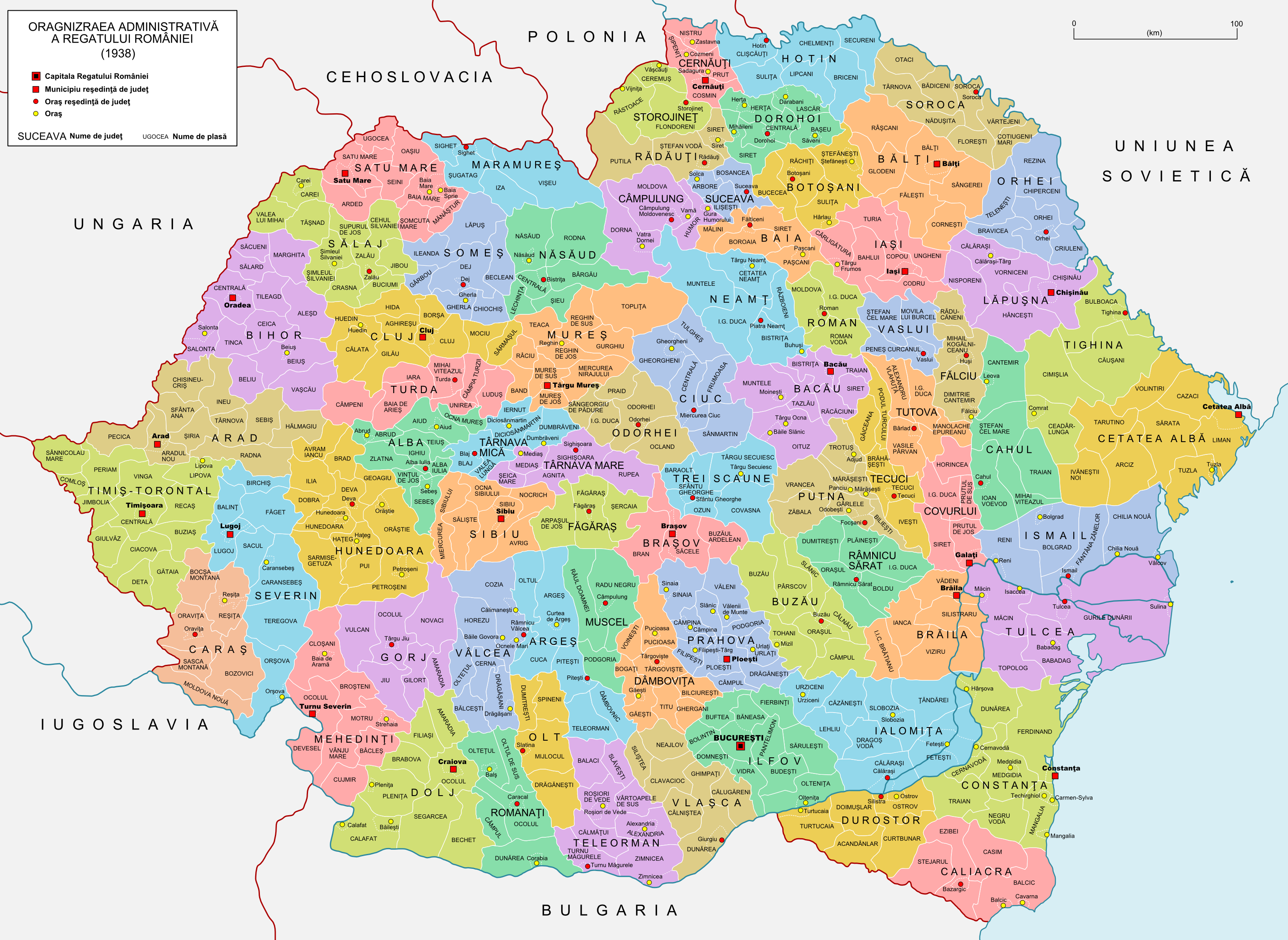
Județele României Mari între 1936 și 1939
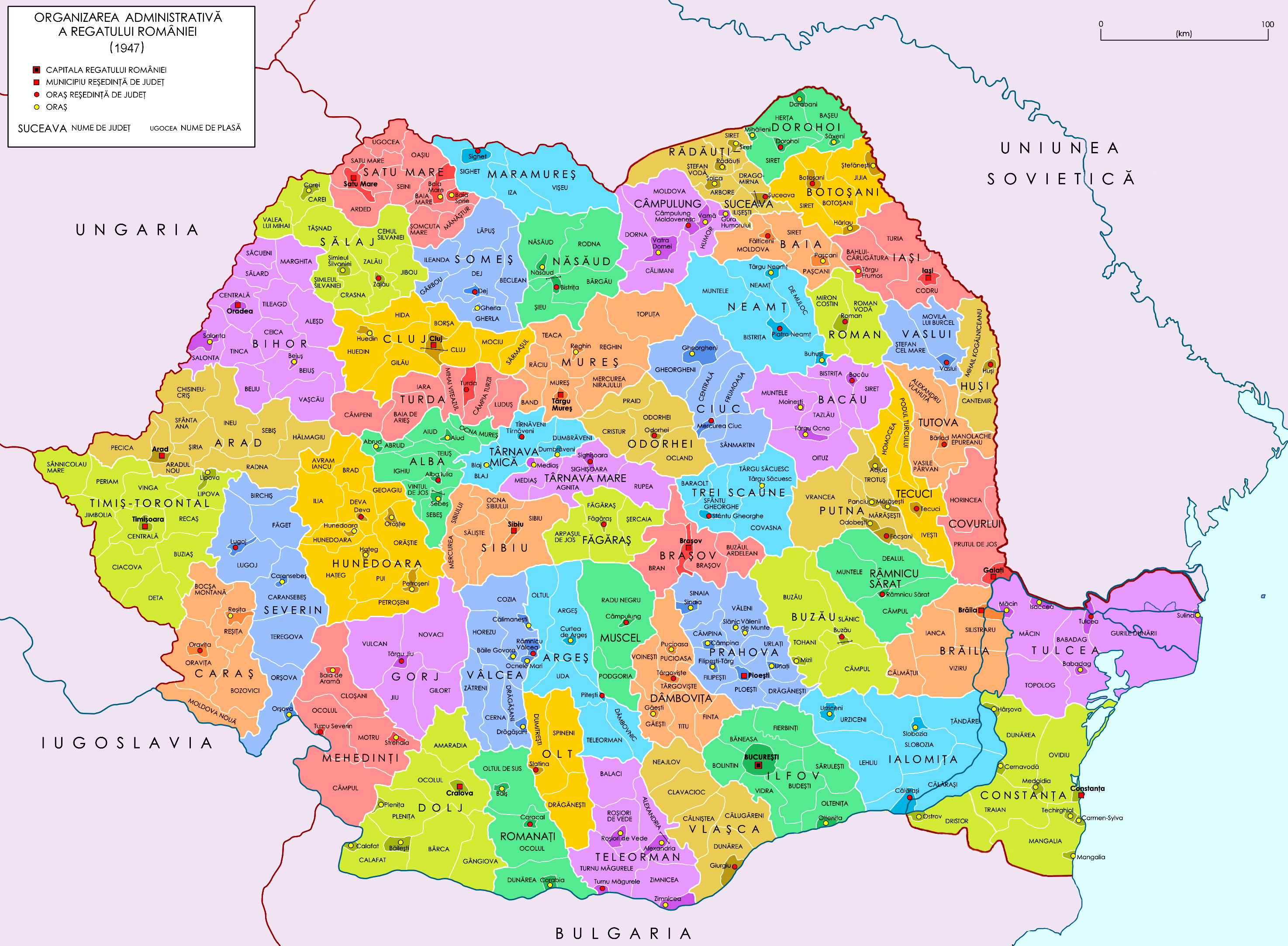
Județele României între 1945 și 1951